# Nutrigenómica
La nutrigenómica es una rama de la medicina genómica que estudia la respuesta del genoma humano a los componentes de la dieta, así como su efecto en la salud y las enfermedades.La nutrigenómica, también denominada genómica nutricional tiene como objetivo comprender cómo los alimentos y los nutrimentos influyen en la expresión génica de proteínas claves en procesos moleculares, celulares y fisiológicos del ser humano.
La nutrigenómica no debe ser confundida con la nutrigenética, pero ambas disciplinas explican algún aspecto de la interacción entre el genoma humano y la nutrición a nivel individual y poblacional.En el caso particular de la nutrigenómica, los avances científicos y tecnológicos permitirán orientar sobre los requerimientos nutricionales, el consumo de componentes bioactivos, el tipo de dieta y hábitos de alimentación que influyen sobre el genoma de cada persona para generar decisiones más saludables o acciones para prevenir y tratar una enfermedad,

## Principios
Algunos principios de la genómica nutricional son:
- hay acciones de los componentes de la dieta sobre el genoma humano que, directa o indirectamente, pueden alterar la expresión o estructura de los genes;
- en algunos individuos y bajo ciertas circunstancias, la dieta puede ser un factor de riesgo de una enfermedad;
- algunos genes regulados por la dieta (y sus variantes comunes) pueden desempeñar un papel en el inicio, en la incidencia, en el avance o en la severidad de las enfermedades crónicas;
- el grado en el cual la dieta influye sobre el binomio salud-enfermedad puede depender de la constitución genética individual, y
- cualquier intervención dietética basada en el conocimiento de las necesidades nutricionales, el estado nutricional y el genotipo (por ejemplo, «la nutrición individualizada») será útil para prevenir, mitigar o curar las enfermedades crónicas.

La ciencia de la nutrición incorpora, en el siglo XXI, el conocimiento del metabolismo, de las interacciones genes-nutrientes y de los alimentos, con la finalidad de mejorar la alimentación y la salud y ofrecer, cada vez más, una nutrición personalizada.
Puede entenderse que uno de los pilares fundamentales de la nutrición moderna es el desarrollo de la nutrigenómica. De hecho, una mejora en la alimentación y, en consecuencia, de la salud pasa ineludiblemente por la demanda de nuevos especialistas en nutrición capaces no sólo de entender la nutrición desde un punto de vista clásico, sino también de aplicar e incorporar las nuevas tecnologías de la era postgenómica (como la genómica funcional, la Epigenómica, la transcriptómica, la proteómica y la metabolómica), de conocer los conceptos de biología sistémica, de aplicar estos conocimientos que aportan las nuevas tecnologías genómicas a casos concretos, de ser capaces de conocer con más profundidad las interacciones genes-nutrientes, de tener un buen conocimiento sobre los alimentos funcionales y su industria, de estar bien entrenados también dentro del campo de la seguridad alimentaria y conocer las leyes que regulan este campo, y de poder llegar en un futuro, integrando todo esto, no simplemente a dar consejos generales a la población sobre la salud, sino de establecer realmente lo que se conoce como nutrición personalizada, que considera tanto las propiedades saludables de los componentes de los alimentos como los antecedentes genéticos de cada persona, con el fin de mejorar su calidad de vida.

## Investigación
Aunque se han invertido considerables recursos de todo tipo en mejorar la tecnología para la medición del genoma y los sistemas biológicos, la evaluación de la ingesta dietética sigue siendo inadecuada. La investigación sobre nutrigenómica permite comprender los efectos de la ingesta dietética en la salud y podría ser útil en un futuro para combatir la obesidad. De reciente interés es el estudio de la nutrimetabolómica, que implica estudiar las interacciones entre la dieta y el metabolismo del hospedador.

## Publicaciones
Monografía en Revista Humanitas, Humanidades Médicas, 9
- Nutrigenética y nutrigenómica, José María Ordovás y Rafael Carmena, en Revista Humanitas. Humanidades médicas, nº 9, 2004 ISSN 1696-0327
- Presentación José María Ordovás y Rafale Carmena

- Nutrigenética José María Ordovás y Rafael Carmena
- Nutrigenómica José María Ordovás, Rafael Carmena y Dolores Corella
- Alimentos transgénicos, Daniel Ramón
- La nutrigenómica desde la perspectiva del consumidor Emilio Muñoz Ruiz
- La calidad científica en la nutrigenómica David Castle
- Aspectos jurídicos de la nutrigenómica Leire Escajedo San Epifanio y Carlos Romeo Casabona
- El impaco de la nutrigenómica en la industria alimentaria Louise Brown y Frans Vaan Der Ouderaa
- Nutrogenómica y cáncer Vanessa Almendro y Pere Gascón
- Nutrogenómica y enfermedades cardiovasculares Rafael Carmena y José María Ordovás
- Nutrigenómica y síndrome metabólico José Luis González-Sánchez y Manuel Serrano-Ríos